# Janny Wurts
Œuvres principales
- La Trilogie de l'empire

Janny Wurts, née le 10 décembre 1953 à Bryn Mawr en Pennsylvanie, est une écrivain américaine connue pour être un des deux coauteurs, avec Raymond Elias Feist, des célèbres romans de La Trilogie de l'empire.
Elle est à la fois écrivain, illustratrice et peintre.

## Biographie
Janny Wurts est née à Bryn Mawr, en Pennsylvanie.
Dans les années 1980, elle a travaillé comme illustratrice pour des suppléments de jeux de rôle pour Mayfair Games.
Janny Wurts a écrit de nombreux romans fantastiques (19 en 2016). Au-delà de l'écriture, les peintures primées de Wurts ont été présentées lors d'expositions d'œuvres d'art imaginatives, parmi lesquelles une exposition commémorative pour le 25ème anniversaire de la NASA, l'Art du Cosmos au Hayden Planetarium à New York, et deux expositions d'art fantastique au Delaware Art Museum et au Canton Art Museum.
Janny Wurts réside en Floride avec son mari, l'artiste Don Maitz.

## Œuvres

### La Trilogie de l'empire
1. Fille de l'empire, La Reine noire, 2000 ((en) Daughter of the Empire, 1987)Écrit avec Raymond Elias Feist.
2. Pair de l'empire, La Reine noire, 2001 ((en) Servant of the Empire, 1990)Écrit avec Raymond Elias Feist.
3. Maîtresse de l'empire, Bragelonne, 2004 ((en) Mistress of the Empire, 1992)Écrit avec Raymond Elias Feist.

### SérieLes Guerres de l'ombre et de la lumière
En langue anglaise, la série « Wars of Light and Shadow » est composée de 11 titres scindés en cinq « Arcs ».
Les traductions en langue française ne portant que sur les trois premiers titres.
1. Arc I
  1. La Brume des spectres, Bragelonne, 2008 ((en) The Curse of the Mistwraith, 1993)
2. Arc II
  1. Les Nefs de Merior, Bragelonne, 2009 ((en) The Ships of Merior, 1994)
  2. L'Armée de Vaste-Marche, Bragelonne, 2010 ((en) Warhost of Vastmark, 1995)
3. Arc III
  1. (en) Fugitive Prince, 1997
  2. (en) Grand Conspiracy, 1999
  3. (en) Peril's Gate, 2001
  4. (en) Traitor's Knot, 2004
  5. (en) Stormed Fortress, 2007
4. Arc IV
  1. (en) Initiate's Trial, 2011
  2. (en) Destiny's Conflict, 2017
5. Arc V
  1. (en) Song of the Mysteries, 2024